# Sparks Street

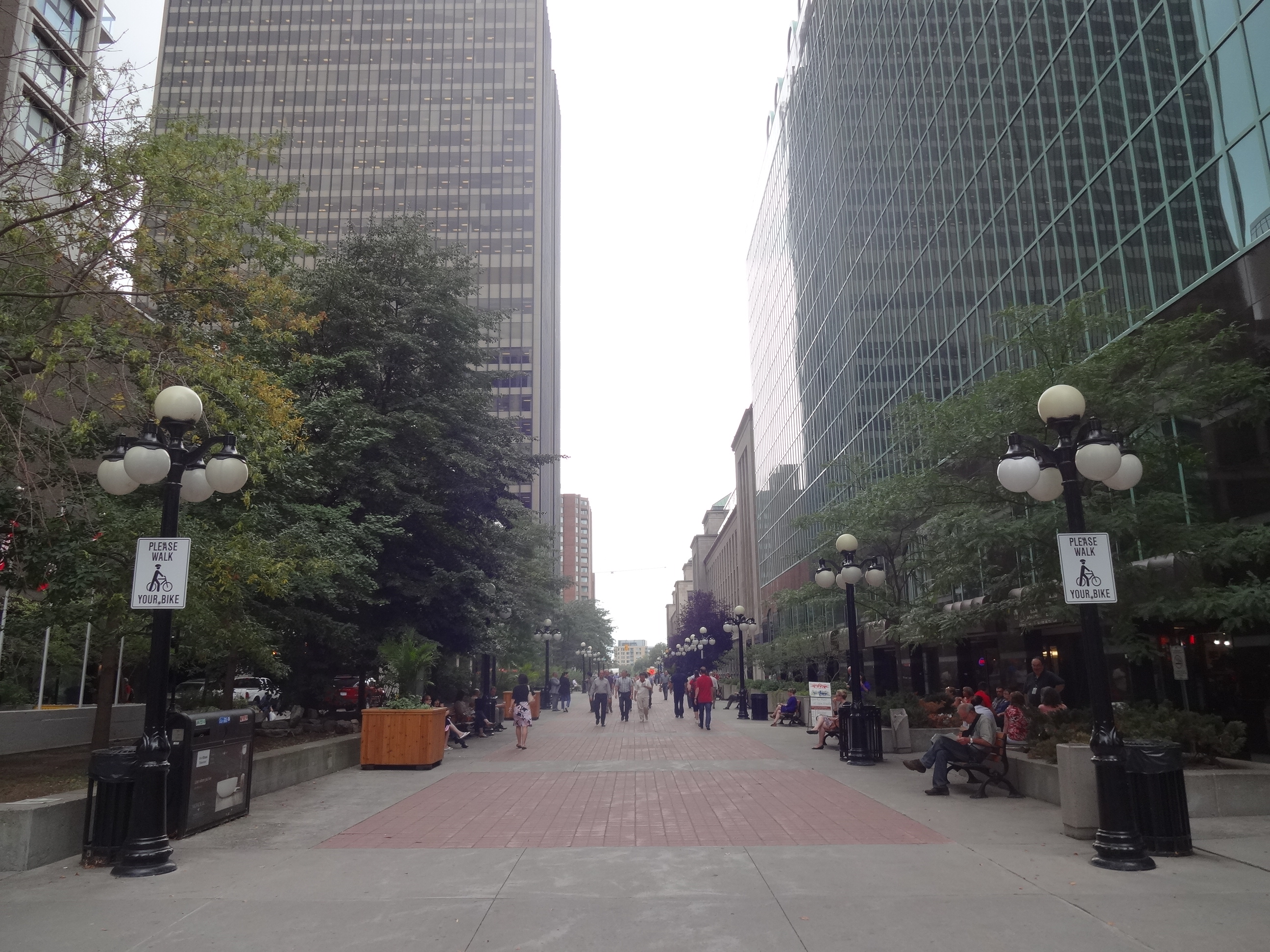
Sparks Street

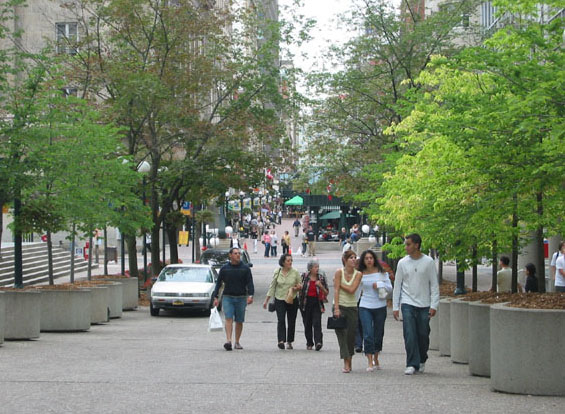
Sparks Street

Sparks Street (em francês: Rue Sparks) é a rua conhecida por ser a principal via comercial de Ottawa, Ontário, no Canadá.
É conhecida por suas longas calçadas, e por abrigar o shopping center de mesmo nome.